# Лео Каннер
Лео Каннер — австро-американський психіатр, лікар, соціальний активіст. Він вперше описав аутизм у медичному плані в західному світі. Народився в Україні в селі Клекотів у Бродівському районі.

## Біографія

### Раннє життя
Народився 13 червня 1894 року в Клекотові, Австро-Угорщина (нині Золочівський район, Львівська область) під ім'ям Шаскеля Лейба Каннера, в родині Авраама Каннера та Клари Рейсфельд Каннер. У цьому районі приблизно 70 % всього населення було єврейського походження. Каннер зневажав свої імена «Часкель», який є версією «Єзекіїля» на ідиші, і «Лейб», замість цього вибравши «Лев». Вирісши у традиційній єврейській родині, Каннер отримав як релігійну, так і світську освіту. Перші роки свого життя Каннер провів у Клекотові з родиною і виховувався згідно з єврейськими традиціями та звичаями.
У 1906 році Каннер відправився у Берлін до свого дядька. Пізніше за ним послідувала решта його родини. У молодому віці Каннер цінував мистецтво і хотів продовжити кар'єру поета, але не зміг опублікувати свої твори. У 1913 році закінчив Софійську гімназію — громадську державну вищу школу в Берліні, де він досяг успіхів у науках. У 1919 році склав державний екзамен і вступив до медичної школи Берлінського університету. Однак медична освіта Каннера була перервана під час Першої світової війни, коли він був завербований служити в австро-угорській армії в медичній службі 10-го піхотного полку. Після війни повернувся до медичної школи Берлінського університету та офіційно отримав диплом лікаря в 1921 році Пізніше того ж року Каннер одружився з Джун Левін, у них народилося двоє дітей: у 1923 році Аніта,  1931 році Альберт.

### Рання кар'єра
Після закінчення навчання на лікаря Каннер працював кардіологом у лікарні Шаріте в Берліні. Вивчав працювати з нормальний серцевий тон електрокардіографічно. У той час атмосфера в клініках та інститутах Шаріте надихала на швидкий прогрес у науці, навчанні та вдосконаленні догляду за пацієнтами. Шаріте, розташована в центрі Берліна, приваблювала студентів, лікарів і науковців з усього світу, що призвело до створення групи видатних особистостей і відомих клініцистів.
У 1924 році Каннер емігрував до Сполучених Штатів Америки у зв'язку з післявоєнною гіперінфляцією та поганими економічними умовами Веймарської Німеччини. Якби він залишився в Німеччині, його доля могла б бути подібною до інших єврейських професіоналів, які загинули під час війни. Він заявив: «Я навіть не знав, що якби я залишився в Німеччині, я б загинув від Гітлера під час Голокосту».

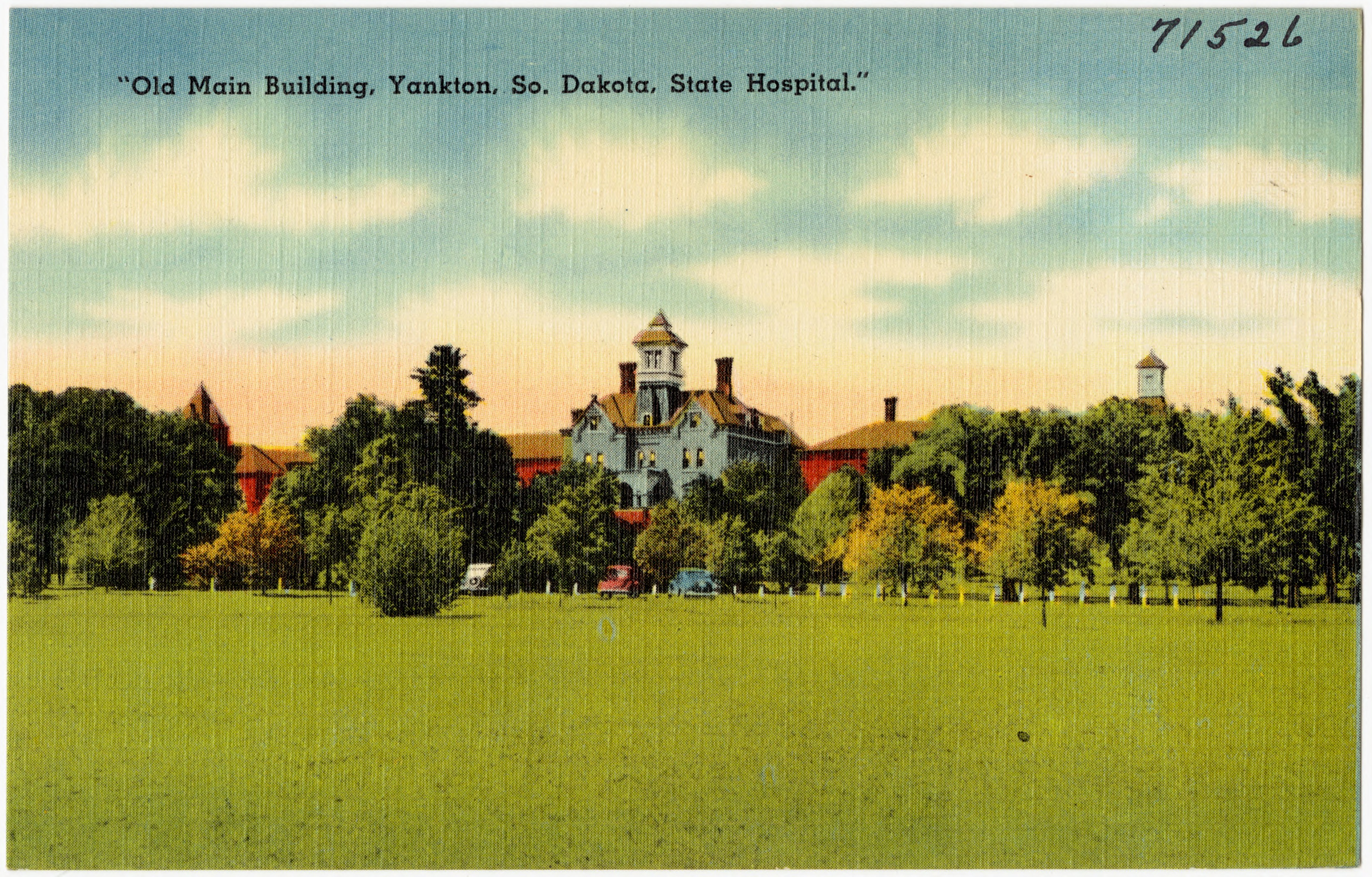
Державна лікарня Янктон в Янктоні, Південна Дакота

Після еміграції до Сполучених Штатів у 1924 році, працював у державній лікарні в Янктоні, Південна Дакота, де розпочав свої педіатричні та психіатричні дослідження. Після прибуття Каннер був призначений помічником лікаря в лікарні Янктон. Саме там він опанував тонкощі педіатрії та психіатрії, двох галузей, у яких він не мав значного досвіду. Щоб покращити знання англійської мови, Каннер розгадував кросворди в The New York Times. Під час перебування в Південній Дакоті Каннер опублікував свої перші праці, присвячені загальному паралічу та сифілісу. Також вивчав вплив адреналіну на артеріальний тиск пацієнтів із функціональним паралічем. У 1928 році він опублікував свою першу книгу «Фольклор зубів», аналіз стоматологічних практик у всьому світі у зв'язку зі звичаями та фольклором.

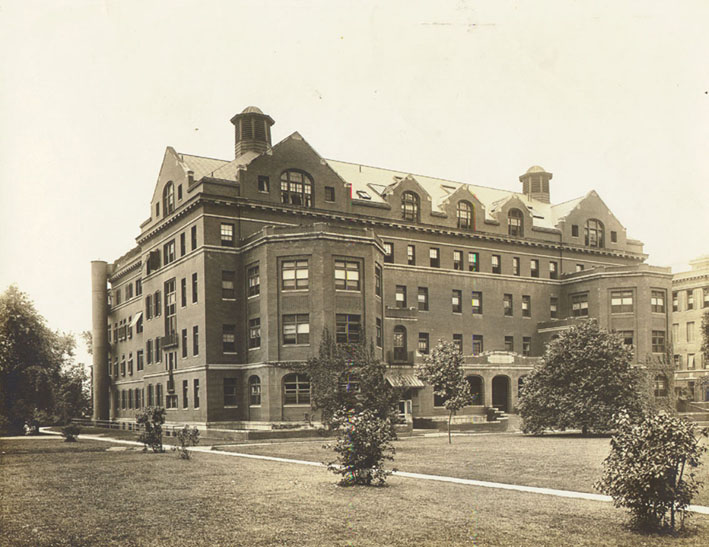
Психіатрична клініка Генрі Фіппса при лікарні Джонса Хопкінса

### Кар'єра вУніверситеті Джонса Гопкінсаталікарні Джонса Гопкінса
Після чотирьох років роботи в Південній Дакоті Каннер став стипендіатом у психіатричній клініці Генрі Фіппса в лікарні Джонса Гопкінса в Балтіморі, штат Меріленд у 1928 році, після того як привернув увагу Адольфа Мейєра, який був головним психіатром і директором цієї клініки. У 1930 році, завдяки фінансовій підтримці Фондів Мейсі та Рокфеллера, Мейєр і Едвард А. Парк змогли заснувати дитячу психіатричну службу в будинку Гаррієт-Лейн у лікарня Джонса Гопкінса, яка була першою дитячою психіатричною клінікою в Сполучених Штатах, і призначили Каннера для розробки програми. Незважаючи на свою недосвідченість у галузі педіатрії та дитячої психіатрії, Каннер зміг самостійно викладати дитячу психіатрію. У 1933 році Мейєр призначив Каннера доцентом кафедри психіатрії в Університеті Джонса Гопкінса . У 1935 році вийшло перше видання його підручника « Дитяча психіатрія», який став першим англомовним підручником з дитячої психіатрії.
Окрім революційних клінічних досліджень, Каннер піклувався про душевнохворих будучи соціальним активістом. У 1930-х роках група юристів і суддів організувала звільнення 166 психічно хворих мешканців, які перебували у державних установах, і призначили їх як неоплачувану прислугу для заможних сімей навколо Балтимора. Звільнення цих пацієнтів було виправдано судовими позовами «Habeas Corpus» і претензіями на сімейні права. Через власну стурбованість Каннер вирішив пррслідити за долею 166 пацієнтів і виявив, що вони страждають від різних жахливих наслідків, таких як ЗПСШ, туберкульоз, проституція, ув'язнення, інституціоналізація та деяуі навіть померли. Він повідомив, що серед 166 звільнених пацієнтів було загалом 165 дітей, багато з яких стали сиротами або померли через недоглянутість. Доповідь Каннера про цих пацієнтів «Схема змусити дебілів безкоштовно працювати вдома» потрапила в заголовки The Baltimore Sun і The Washington Post у 1938 році. Розголос допоміг активізувати громадські дії та сприяв кращому лікуванню психічно хворих. Окрім своєї соціальної активності на користь психічно хворих, під час підготовки до Другої світової війни Каннер зіграв важливу роль у порятунку сотень єврейських лікарів від жахів нацистів, перемістивши їх працювати до Сполучених Штатів. . Він і його дружина відкрили свій дім для багатьох із цих європейських біженців.
Починаючи з 1938 року, Каннер спостерігав за одинадцятьма своїми пацієнтами та описав життя та поведінкові особливості дітей у своїй основоположній статті «Аутичні розлади афективного контакту», опублікованій у 1943 році. У цій знаковій публікації він описав цих дітей, усіх народжених у 1930-х роках, як людей, які живуть дуже різними життями, але, схоже, мають те, що він назвав «інфантильним аутизмом», який зараз називають просто аутизмом . Пізніше Каннер працював керівником відділу дитячої психіатрії в університеті Джонса Гопкінса до свого виходу на пенсію в 1959 році та отримання звання почесного професора. Його замінив на посаді Леон Айзенберг. Після виходу на пенсію Каннер продовжував публікувати статті про аутизм до 1973 року Крім того, він працював запрошеним професором у Стенфордському університеті, Університеті Вісконсіна та Університеті Міннесоти та вів активну консультаційну практику за кілька років до своєї смерті.

## Дослідження

### Дослідження аутизму
Каннер висловив велике занепокоєння з приводу звичайного поганого поводження з нейродивергентними дітьми. Він висловив занепокоєння суспільством, де «інтелектуальні багаті» дивляться зверхньо на «інтелектуальних бідних», що спонукало багатьох дивитися на дитину з розумовою відсталістю як на об'єкт маніпуляцій дорослих, а не як на людину, яка реагує на ласки і ворожість, прийняття та відштовхування, схвалення та несхвалення, до терпіння та дратівливості, як будь-яка інша дитина. Це призвело до його головної роботи «Аутичні розлади афективного контакту», опублікованої в 1943 році. У цій статті Каннер описав одинадцять випадків, 3 дівчаток і 8 хлопчиків, і пізніше назвав свої спостереження " аутизмом ".

#### Аутичні розлади афективного контакту(1943)
Стаття «Autistic Disturbances of Affective Contact», яка була опублікована в журналі «Нервова Дитина», була однією з найбільш цитованих робіт про аутизм у двадцятому столітті. У своїй знаковій статті Каннер взяв термін «аутизм», який Ойген Блейлер раніше приписував внутрішнім, інтроспективним симптомам, типовим для дорослих пацієнтів із  шизофренією, і назвав одинадцятьох дітей у своєму дослідженні такими, які мають «інфантильний аутизм». Однак замість того, щоб пов'язувати свої спостереження з якостями та симптомами, які спостерігаються у дорослих з шизофренією, Каннер класифікував свій опис «аутизму» як незалежний від психотичного розладу шизофренії, пояснюючи, що аутизм не є попередником шизофренії, і що симптоми аутизму виявилися очевидними і присутніми при народженні та в ранньому віці. Ця стаття про «синдром Каннера» стала основою для подальших досліджень, проведених Каннером та іншими щодо того, що згодом стало відомо як розлад спектру дитячого аутизму.
З 1938 року Каннер почав вивчати групу з одинадцяти маленьких дітей (вісім хлопчиків і три дівчинки), які прийшли до нього в його клініку в лікарні Джонса Гопкінса. У кожному випадку Каннер надає детальний опис симптомів, стану здоров'я, результатів діагностичних тестів, сімейного походження та майбутнього розвитку та прогресування дітей. Додаючи до своїх власних спостережень, Каннер ще більше контекстуалізував життя своїх пацієнтів, включивши типові епістолярні дані членів сім'ї та інших осіб, з якими спілкувалися діти. Загалом усі діти мали певні основні прояви та походили з подібного соціально-економічного та культурного середовища (усі сім'ї, крім двох, були англосаксонського походження).
Після опису кожного пацієнта в розділах «Обговорення» та «Коментар» Каннер заявив, що спільні характеристики, які спостерігалися у цих дітей, сформували «унікальний синдром», який, можливо, був більш частим, ніж те, що повідомлялося на той час. враховуючи невеликий розмір вибірки в дослідженні.
Каннер зазначив, що основною проблемою цього розладу є нездатність дітей від народження звично ставитися до людей і предметів. Розрізняючи симптоми двох розладів, Каннер пояснив, що людина з шизофренією виходить за межі свого світу та відходить від уже існуючих стосунків, тоді як описані ним діти ніколи не встановлювали таких стосунків, переживаючи надзвичайну самотність із самого раннього віку. Уявлення про вроджену природу того, що Каннер називав «надзвичайною самотністю», було очевидним із періодичних повідомлень про неспроможність дітей «у будь-який момент прийняти позу очікування» та налаштувати своє тіло, коли їх підхопили батьки. Уподобання дітей до самотності проявлялося в повному ігноруванні 
будь-яких зовнішніх виходів, які могли б їм заважати, таких як прямий фізичний контакт, звук або рух. Щодо відсутності у дітей інтересу до людей Каннер заявив, що «краще було б покінчити з цими втручаннями, щоб швидше повернутися до все ще так бажаної самотності».
Далі Каннер відзначив центральну роль порушень мовлення в цій нейродивергенції, зазначивши, що мова багатьох дітей була затримана, а ті, хто говорив, часто використовували мову особливим чином (наприклад, ехолалічне повторення фраз та/або негнучке використання мови. як видно з точного повторення займенників).
Крім того, Каннер помітив, що поведінка дітей керувалася тривожним і нав'язливим бажанням бути однаковими, і це призводило до повторення їхніх дій, таких як їхні словесні висловлювання, а також до обмеженої спонтанної активності. Пов'язана когнітивна характеристика, яку зазначив Каннер, полягала в тому, що багато дітей мали відмінну механічну пам'ять, що спонукало їхніх батьків «набивати» їх віршами, списками назв тварин і ботанічних назв, улюбленими піснями та випадковими фактами. Каннер зазначив, що четверо дітей були визнані глухими або слабочуючими на ранньому етапі. Він також повідомив про перші труднощі з їжею та припустив, що їжа могла бути першим вторгненням у надзвичайну самотність дітей. Він зазначив, що у дітей особливих проблем зі здоров'ям немає, результати ЕЕГ у них нормальні. Однак він помітив, що 5 з 11 дітей мали відносно великі голови, а деякі були дещо незграбними в ході.
Розповідаючи про свої спостереження за сім'ями дітей, Каннер відзначив високий рівень інтелекту, який характеризує батьків і родичів, і в той же час стверджував, що серед сімей, які він спостерігав, було мало співчутливих батьків. Він висловив свою думку, що шлюби батьків дітей, яких він спостерігав, здавалися «досить холодними справами», але також висловив свою думку, що дитячий аутизм був «вродженим аутичним розладом афективного контакту».

### Інші дослідження
Перша дослідницька публікація Каннера «Загальний параліч серед індіанців Північної Америки» описувала дослідження про рідкість загального паралітичного недоумства, нейропсихіатричного розладу, який виникає на пізній стадії сифілісу (прогресивний параліч), у корінних американців, яких він лікував у лікарні Янктон. У своїй статті Каннер заявив, що в країнах Європи, які він вважав більш «цивілізованими», існує вища сприйнятливість до паралітичної деменції від сифілісу порівняно з «менш цивілізованими» корінними американцями. Хоча сифіліс був дуже поширеним серед корінних американців, Каннер зустрів лише одного пацієнта, Томаса Т. Робертсона, який був корінним американцем і мав симптоми пізньої стадії сифілісної деменції. Каннер дійшов висновку, що корінні американці рідко хворіють на загальну паралітичну деменцію, оскільки сифіліс був у їхньому населенні настільки тривало, що він втратив здатність спричиняти загальний параліч. З іншого боку, стверджував Каннер, сифіліс був відносно новою хворобою для білого населення Європи, тому він, швидше за все, спричиняв там загальний параліч. Однак Каннер вважав, що з часом біла раса також може отримати таку ж стійкість до загального паралічу, як у корінних американців.
У 1949 році Каннер опублікував ще одне видатне дослідження «Проблеми нозології та психодинаміки раннього дитячого аутизму». Каннер досліджував проблеми, пов'язані з «раннім дитячим аутизмом», коли він перейшов від чітко визначеної симптоматики до місця в психіатричній нозології. Каннер зосередився на тому, як ранній дитячий аутизм  не був пов'язаний із «внутрішньою природою» інших захворювань, таких як дитяча деменція та дитяча шизофренія. Хоча ранній дитячий аутизм і дитяча шизофренія мають практично ідентичні симптоми, Каннер стверджував, що вони відрізняються за початком. До появи дитячої шизофренії є період нормального психічного стану. Однак ранній дитячий аутизм проявляється в основному відразу після народження. Каннер повідомив, що немовлята з раннім дитячим аутизмом були надзвичайно апатичними, не реагували нормально на людей, не приймали належної пози, коли їх брали на руки, лякалися всього, що порушувало їхню ізоляцію, і їм бракувало чуйності. Каннер висловив сумніви щодо необхідності повного відділення дитячого аутизму від шизофренії, оскільки його можна вважати «найбільш раннім можливим проявом дитячої шизофренії». На відміну від інших своїх досліджень, Каннер вирішив зосередитися на батьках дітей і знайшов дещо інтригуючу закономірність. Більшість дорослих батьків мали надзвичайно успішну кар'єру: науковці, викладачі коледжів, артисти, священнослужителі та керівники підприємств. Насправді, Каннер мав проблеми з пошуком дітей-аутистів від недосвідчених батьків. Це викликало у Каннера цікавість щодо ставлення батьків і динаміки стосунків між батьками та дітьми. Він виявив, що більшість батьків мали неприязні, механічні стосунки зі своїми дітьми-аутистами і часто зовсім не сприймали їх. Каннер зробив висновок, що ця неприязна динаміка потенційно змушує дітей-аутистів відвернутися та «шукати розраду в самотності». Він навіть стверджував, що нав'язливі занепокоєння дітей і надзвичайна пам'ять є «благанням про схвалення батьків».

## Смерть і спадок
3 квітня 1981 року Каннер помер від серцевої недостатності в Сайксвіллі, штат Меріленд. За життя Каннер заснував галузь дитячої психіатрії, а його дослідницький внесок заклав основу для напрямків психології, педіатрії, аутизму та підліткової психіатрії. Зараз він відомий як батько дитячої психіатрії . Каннер був першим лікарем у Сполучених Штатах, який ідентифікований як дитячий психіатр. Його підручник «Дитяча психіатрія» (1935) був першим підручником англійською мовою, присвяченим психіатричним проблемам дітей. У 1943 році Каннер вперше описав синдром раннього дитячого аутизму. Його стислі та переконливі клінічні описи дітей з аутизмом продовжують інформувати та є стандартом, за яким оцінюються поточні діагностичні критерії. За своє життя Каннер опублікував понад 250 статей і вісім книг, які охоплюють галузі психіатрії, педіатрії, психології та історії медицини.
Після того, як Каннер розмежував дитячий аутизм, дослідження аутизму продовжують залишатися предметом все більшого інтересу. Хоча було досягнуто значного прогресу, ця галузь все ще перебуває в зародковому стані, і багато напрямків дослідження лише починаються. Незважаючи на час, який минув, синдром Каннера, який виявив, і його коментарі щодо дітей, яких він спостерігав, продовжують мати значення й сьогодні, і хоча деякі з його припущень щодо етіології та проявів аутизму ґрунтувалися на мисленні його часу, багато з його спостережень були досить передбачливими.
У XXI столітті дослідження аутизму зосереджені на генетичних механізмах, які лежать в основі синдрому. Були проведені численні дослідження мутацій ДНК, епігенетичних модифікацій і перебудов, які можуть сприяти виникненню аутизму. Крім того, дослідження навколишнього середовища, кількісна функціональна анатомія та кількісні оцінки експресії генів можуть допомогти зрозуміти «всю групу характерів», залучених до аутизму. Ці багатообіцяючі напрямки дослідження значною мірою походять від досліджень Лео Каннера.
На честь роботи Каннера всі стипендіати університету Джонса Гопкінса з дитячої та підліткової психіатрії тепер називаються стипендіатами Каннера. «Mind Research Foundation» створила нагороду доктора Лео Каннера для тих, хто активно служить дітям з аутизмом та їхнім родинам. Кілька дитячих терапевтичних будівель і шкіл були названі на його честь, у тому числі в Оксінгс Мілл, Меріленд; Девон, штат Пенсільванія; один у Бразилії та два в Голландії.

## Опубліковані праці та нагороди

### Публікації

#### Статті
- Adams GS, Kanner L (1926). General paralysis among the North American Indians. American Journal of Psychiatry. 83 (1): 125—133. doi:10.1176/ajp.83.1.125.
- Kanner L (1938). The Paediatric–Psychiatric Alliance. Canadian Medical Association Journal. 38 (1): 71—4. PMC 536313. PMID 20320847.
- Kanner L (1943). Autistic disturbances of affective contact. The Nervous Child. 2 (4): 217—50. PMID 4880460.
  - Reprinted in Kanner L (1968). Autistic disturbances of affective contact. Acta Paedopsychiatrica. 35 (4): 100—36. PMID 4880460.«Autistic disturbances of affective contact». Acta Paedopsychiatrica. 35 (4): 100–36. PMID 4880460.
- Kanner L (1949). Problems of nosology and psychodynamics in early childhood autism. American Journal of Orthopsychiatry. 19 (3): 416—26. doi:10.1111/j.1939-0025.1949.tb05441.x. PMID 18146742.
- Kanner L, Eisenberg L (1956). Early infantile autism 1943–1955. American Journal of Orthopsychiatry. 26 (3): 556—66. doi:10.1111/j.1939-0025.1956.tb06202.x. PMID 13339939.

#### Книги
- Історія стоматології Фольклор зубів MacMillan Co.[25] (1928)
- Дитяча психіатрія . (1935).
- На захист матерів. Як виховувати дітей наперекір завзятим психологам (1941)
- Дитячий психоз: початкові дослідження та нові ідеї . (1973).

### Нагороди
- Перша премія, присуджена Національною організацією психічно хворих дітей у 1960 році
- Меморіальна медаль Гутейля від Асоціації сприяння розвитку психотерапії в 1962 році
- Нагорода Стенлі Р. Діна від Фонду поведінкових наук у 1965 році
- Премія Агнес Брюс Грейг у 1965 році
- Нагорода Агнес Перселл МакГевін Американської психіатричної асоціації в 1967 році
- Цитата з Національного товариства дітей-аутистів у 1969 році
- Нагорода Salmon від Нью-Йоркської медичної академії в 1974 році[5][24]